# 벤허 (소설)

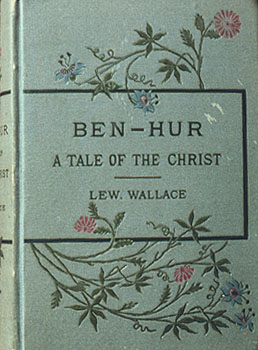
1880년 초판

《벤허》(Ben-Hur: A Tale of the Christ)는 미국의 루 월리스가 1880년에 발표한 소설이다. 영화화도 여러 차례 되었으며, 연극화도 되었다.

## 줄거리
벤허는 유대인 귀족인 유다 벤허라는 가공의 영웅에 대한 이야기이다. 그는 뛰어난 전차장이 된다. 이 이야기의 복수 줄거리는 동정심과 용서의 이야기가 된다.